# Kermeslök
Kermeslök (Allium kermesinum) är en flerårig växtart i släktet lökar och familjen amaryllisväxter. Den beskrevs av Heinrich Gottlieb Ludwig Reichenbach. Inga underarter finns listade i Catalogue of Life. IUCN kategoriserar arten globalt som otillräckligt studerad.

## Utbredning
Kermeslöken är endemisk för Slovenien, men odlas också som prydnadsväxt i andra delar av världen.